# Świadkowie Jehowy w Belgii

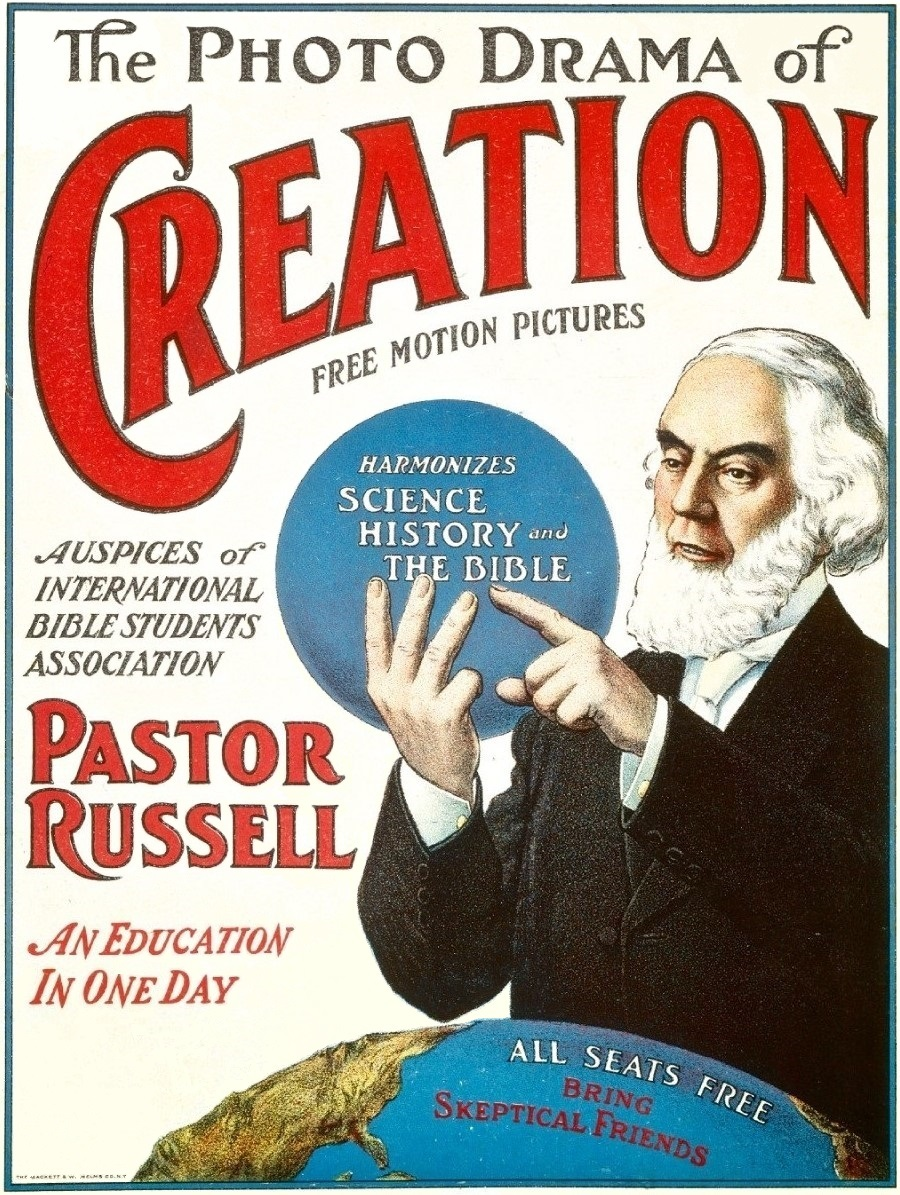
Fotodrama stworzenia była wyświetlana we Belgii od 1920 roku

Świadkowie Jehowy w Belgii – społeczność wyznaniowa w Belgii, należąca do ogólnoświatowej wspólnoty Świadków Jehowy, licząca w 2023 roku 26 424 głosicieli, należących do 338 zborów. W grupie tej około 70 zborów i 130 grup używa jednego z ponad 40 języków obcych, a przeszło 7 tys. spośród ponad 25 tys. głosicieli to cudzoziemcy. W 2023 roku na dorocznej uroczystości Wieczerzy Pańskiej zgromadziło się 44 558 osób. Działalność miejscowych głosicieli koordynuje Biuro Oddziału w Kraainem, gdzie znajduje się również siedziba Europejskiego Stowarzyszenia Świadków Jehowy.

## Historia

### Początki
W 1890 roku Adolf Weber, pochodzący ze Szwajcarii Badacz Pisma Świętego, rozpoczął okresową działalność kaznodziejską w Belgii. W 1891 roku w Brukseli i Antwerpii przebywał Charles Taze Russell.
W 1901 roku w Charleroi powstała pierwsza grupa Badaczy Pisma Świętego, zainicjowana przez Jean-Baptiste Tilmanta seniora. W 1906 roku założono zbór we francuskim Denain przy granicy belgijskiej.
W roku 1912 w Jumet (obecnie dzielnica Charleroi) przemawiał Joseph Franklin Rutherford. W tym samym roku w Regionie Walońskim grupy działały w 7 miastach.
W 1913 roku do pomocy w prowadzeniu działalności kaznodziejskiej wysłano francuskich współwyznawców. Na kongresie w Paryżu, który odbył się 31 sierpnia 1913 roku, obecni byli także delegaci z Belgii.
6 stycznia 1917 roku w Belgii przemawiał Joseph Franklin Rutherford.
W 1920 roku zaczęto wyświetlać „Fotodramę stworzenia”. W 1929 roku otwarto belgijskie Biuro Oddziału, które nadzorowało wówczas działalność 29 głosicieli. Rok później do pomocy 46 głosicielom w Belgii, skierowano współwyznawców z Wielkiej Brytanii, Niemiec, Szwajcarii i Francji. W roku 1930 we Flandrii rozpoczął działalność André (Andrzej) Woźniak, współwyznawca polskiego pochodzenia przybyły z Francji. W roku 1930 w Brukseli odbył się kongres.
15 kwietnia 1932 roku zarejestrowano Congrégation chrétienne des Témoins de Jéhovah – Christelijske Gemeente van Jehovah’s Getuigen. W tym samym roku rozpowszechniono ponad 200 000 publikacji Świadków Jehowy.
W 1935 roku na zgromadzeniu w Brukseli były transmitowane waszyngtońskie przemówienia kongresowe. W kraju działało 13 zborów (w tym 3 polskojęzyczne w Liège, Charleroi, Beringen i 3 niemieckojęzyczne w Genk, Eisden i Roux). Na Wystawie Światowej w Brukseli w 1935 roku publikacje Świadków Jehowy zdobyły srebrny medal (kategoria: Graphic Arts Seat).
W 1936 roku zorganizowano kongres w Ieper W tym samym roku belgijscy delegaci uczestniczyli w kongresie w szwajcarskiej Lucernie. Rok później w kraju działało 16 zborów, a w roku 1938 zanotowano liczbę 135 głosicieli w 20 zborach. W sierpniu 1939 roku w Belgii działało 251 głosicieli, w tym 33 pionierów należących do 31 zborów (11 francuskojęzycznych, 7 polskojęzycznych, 7 niderlandzkojęzycznych, 4 niemieckojęzycznych i 2 słoweńskojęzycznych).

### Niemiecka okupacja 1940–1944

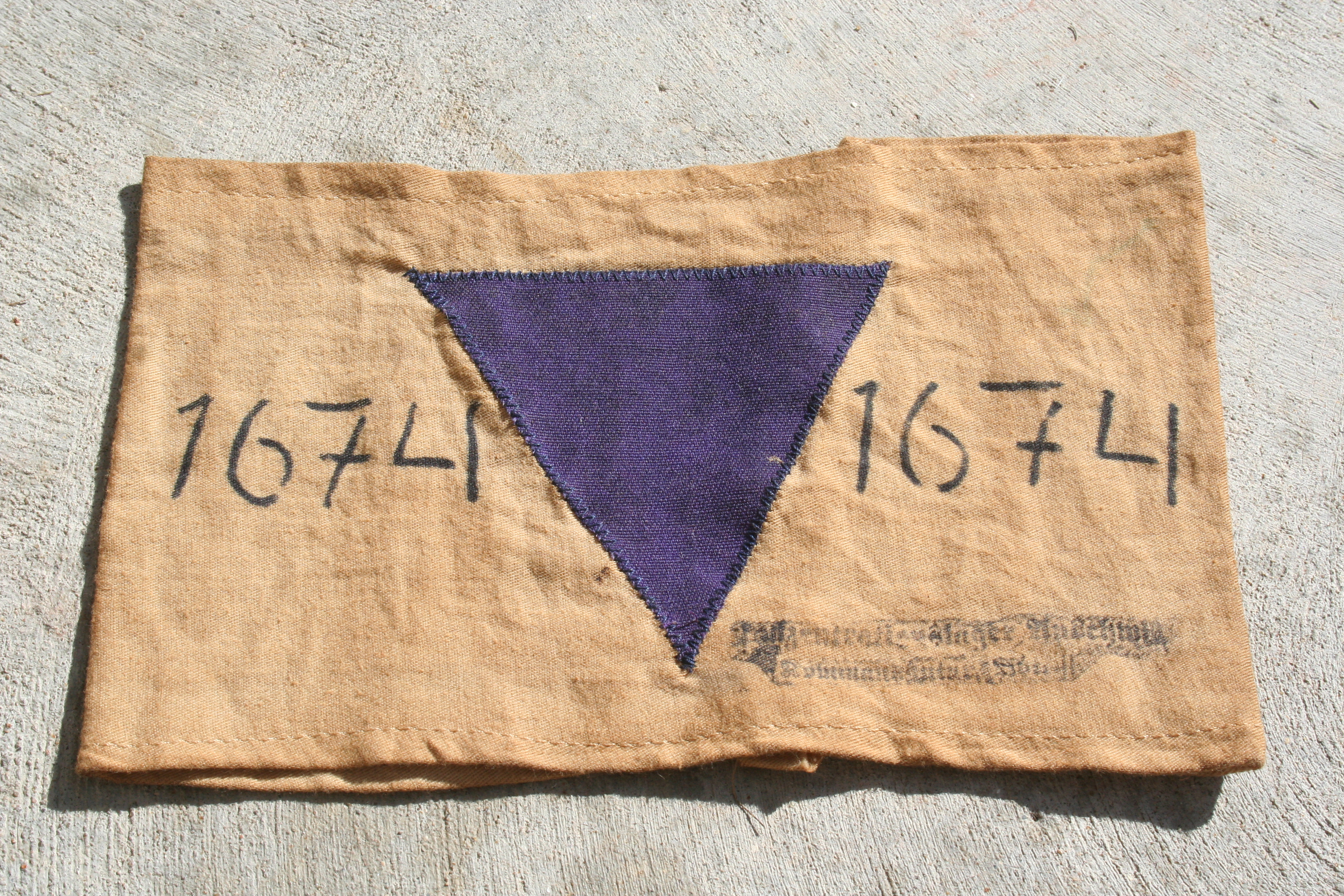
Znak fioletowego trójkąta, jaki nosili Świadkowie Jehowy w obozach koncentracyjnych

30 marca 1940 roku władze zakazały działalności – w kraju działalność kaznodziejską prowadziło 275 głosicieli.
Rok później, 10 maja 1940 r., Belgia stała się polem bitwy, gdy wojska nazistowskie Hitlera najechały kraj. Początkowo wyglądało na to, że wojna może zatrzymać pracę kaznodziejską, ponieważ liczba głosicieli spadła do 86. Jednak II wojna światowa niespodziewanie przyniosła wiele duchowych błogosławieństw.
Po zajęciu Belgii przez wojska niemieckie nastąpiły aresztowania Świadków Jehowy i wysyłanie ich do obozów koncentracyjnych. W 1941 roku na wolności pozostało 86 głosicieli w 14 zborach. André (Andrzej) Woźniak rozpoczął konspiracyjne tłumaczenie publikacji religijnych z języka holenderskiego na języki: polski, niemiecki i francuski. Tłumaczono i potajemnie (w Limburgu) drukowano literaturę dla współwyznawców w Niemczech, Polsce, Holandii, Włoszech i Słowenii. Punktem kontaktowym, przez który przemycano literaturę z Holandii, była pewna restauracja. Sam budynek znajdował się w Belgii, natomiast ogród leżał na terytorium Holandii. Nadzór nad przemytem literatury sprawował Erwin Klose.
W 1942 roku działalność kaznodziejską prowadziło 253 głosicieli, a kilkuset członków wyznania było nadal uwięzionych. Rok później liczba głosicieli wzrosła do 396 osób.

### Rozwój działalności

#### Lata 40. XX wieku
W 1944 roku liczba Świadków Jehowy w Belgii wyniosła 545 osób. Zorganizowano zgromadzenia w Liège, Brukseli i Charleroi. W 1945 roku osiągnięto liczbę 747 głosicieli. Ponownie otwarto Biuro Oddziału. W listopadzie 1945 roku Belgię odwiedzili przedstawiciele Towarzystwa Strażnica. W 1946 roku w Belgii działało 1431 głosicieli. 4 października 1946 roku odbyło się – w dwóch językach – zgromadzenie pod hasłem „Weselące się narody” dla 2000 obecnych.
W 1947 roku miała miejsce kolejna wizyta przedstawicieli Towarzystwa Strażnica. Przybyli pierwsi misjonarze absolwenci Biblijnej Szkoły Strażnicy – Gilead.

#### Lata 50. XX wieku
W 1950 roku minister transportu zakazał przewożenia przesyłek z publikacjami Świadków Jehowy państwowymi środkami transportu.
W 1952 roku w kraju działało 3500 głosicieli. Trzy lata później belgijscy delegaci uczestniczyli w międzynarodowych kongresach pod hasłem „Tryumfujące Królestwo” w Londynie, Paryżu i Hadze. W 1959 roku na zgromadzenie pod hasłem „Czuwający słudzy” w stolicy przybyło 6896 osób, a 879 zostało ochrzczonych. 

#### Lata 60. XX wieku
W roku 1960 w Belgii było ponad 7000 Świadków Jehowy.
W dniach od 7 do 11 lipca 1965 roku w Charleroi odbył się kongres międzynarodowy pod hasłem „Słowo prawdy” z udziałem 11 710 osób, z udziałem N. Knorra. W kraju oprócz zborów francuskojęzycznych i niderlandzkojęzycznych działały 32 zbory włoskojęzyczne oraz angielsko-, grecko-, hiszpańsko-, portugalsko- i tureckojęzyczne.
W lutym 1968 roku otworzono nowe Biuro Oddziału w Kraainem. 

#### Lata 70. XX wieku
W dniach 8–12 sierpnia 1973 roku na kongresie międzynarodowym pod hasłem „Boskie zwycięstwo” w Brukseli było obecnych 53 565 osób; program został przedstawiony w 5 językach. W dniach od 26 do 30 lipca 1978 roku w Brukseli odbył się kongres pod hasłem „Zwycięska wiara” z udziałem 23 567 osób; program został przedstawiony w 5 językach.

#### Lata 80. XX wieku
W 1980 roku otwarto pierwsze w kraju Sale Zgromadzeń w Bioul i Bornem. 30 października 1981 roku przestał obowiązywać zakaz transportu literatury tego wyznania transportem państwowym. W 1983 roku zanotowano liczbę 20 018 głosicieli w 282 zborach.
W latach 80. XX wieku rozpoczęto działalność kaznodziejską w porcie morskim w Antwerpii i na zacumowanych tam statkach z całego świata.

#### Lata 90. XX wieku
W roku 1990 Świadkowie Jehowy w Belgii przyjęli nazwę „Chrześcijańska Kongregacja Świadków Jehowy”.
W 1994 roku belgijscy Świadkowie Jehowy przekazali pomoc humanitarną uchodźcom z Rwandy. W latach 1997–1999 przekazano kolejną pomoc uchodźcom z Demokratycznej Republiki Konga. W latach 2001–2002 zorganizowano pomoc humanitarną dla uchodźców w Tanzanii.
W 1996 roku Sąd Rejonowy w Mons orzekł, iż osoba 11-letnia ma prawo do swobodnego dokonania samodzielnego wyboru w kwestii przyłączenia się do wyznania Świadków Jehowy.
Od maja 1995 roku do kwietnia 1996 roku objazdową wystawę „Relacja Świadków” pokazano w miastach Belgii. Prezentowała ona historię prześladowań Świadków Jehowy w czasie nazizmu.

#### Lata 2000–2009
W 2000 roku przygotowano wystawę historyczną, prezentującą użycie imienia Jehowa w różnych przekładach Biblii.
W 2007 roku w kraju działało 25 096 głosicieli, a na uroczystości Wieczerzy Pańskiej (Pamiątce) zebrało się 44 151 osób. 

#### Lata 2010–2019
4 maja 2010 roku sąd apelacyjny stwierdził, że wolontariusze w Betel są członkami Ogólnoświatowej Społeczności Specjalnych Sług Pełnoczasowych i poświęcają czas na działalność religijną.
Od 3 do 5 lipca 2015 roku w hali Flanders Expo w Gandawie odbył się kongres specjalny pod hasłem „Naśladujmy Jezusa!”. Program przedstawiono w 13 językach (również w j. polskim). Obecni byli delegaci z Austrii, Belgii, Holandii, Francji, Luksemburga, Niemiec, Stanów Zjednoczonych i Szwajcarii. Od 2015 roku z Sali Zgromadzeń w Bornem korzystają wszystkie obwody w Belgii, a latem organizowane są tam również kongresy regionalne.
26 marca 2016 roku z udziałem członka Ciała Kierowniczego Marka Sandersona, oddano do użytku kompleks Sal Królestwa w Antwerpii. W sierpniu 2016 roku delegacja z Belgii uczestniczyła w kongresie specjalnym pod hasłem „Lojalnie trwajmy przy Jehowie!” w holenderskim Utrechcie, a latem 2019 roku w kongresach międzynarodowych pod hasłem „Miłość nigdy nie zawodzi!” w Brazylii, Ekwadorze, Holandii i Stanach Zjednoczonych.

#### Lata 20. XXI wieku
W lutym 2021 roku zanotowano liczbę 11 804 prowadzonych studiów biblijnych. W 2021 roku zanotowano liczbę 26 012 głosicieli, a na dorocznej uroczystości Wieczerzy Pańskiej zebrało się 49 040 osób. W lipcu 2021 roku zorganizowano pomoc humanitarną dla poszkodowanych przez powódź.
5 kwietnia 2022 roku Belgia została przez Europejski Trybunał Praw Człowieka skazana za dyskryminację Świadków Jehowy. Nieudzielanie zborom Świadków Jehowy zwolnienia z podatku od nieruchomości w Regionie Stołecznym Brukseli od 2018 roku było dyskryminacją.
7 czerwca 2022 toku Sąd Apelacyjny w Gandawie potwierdził, że biblijna praktyka Świadków Jehowy polegająca na ograniczaniu lub unikaniu kontaktu z byłymi wyznawcami, jest legalna i nie nawołuje do dyskryminacji, segregacji, nienawiści ani przemocy. 16 czerwca 2022 roku Świadkowie Jehowy odnieśli zwycięstwo sądowe w procesie przeciwko rządowej organizacji „CIAOSN” („Centre d’information et d’avis sur les Organizations sectaires nuisibles”). Sąd w Brukseli stwierdził, że raport CIAOSN nie może być traktowany jako obiektywny i bezstronny. Oprócz nakazania belgijskiemu państwu pokrycia kosztów prawnych Świadków Jehowy, stwierdził „że CIAOSN dopuścił się niewłaściwego postępowania przy sporządzaniu i rozpowszechnianiu raportu”. 19 grudnia 2023 roku Belgijski Sąd Kasacyjny jednoznacznie orzekł, że przekonania i praktyki religijne Świadków Jehowy dotyczące usuwania ze zboru są w pełni zgodne z prawem, w tym te dotyczące ograniczania kontaktów z usuniętymi ze zboru. W 2024 roku delegacje z Belgii brały udział w kongresach specjalnych pod hasłem „Głośmy dobrą nowinę!” w Czechach, we Francji i w Islandii.
W lipcu i sierpniu 2025 roku w Gandawie odbędą się dwa kongresy specjalne pod hasłem „Prawdziwe wielbienie Boga!” z udziałem zagranicznych delegacji m.in. z Albanii, Austrii, Brazylii, Danii, Francji, Gruzji, Holandii, Islandii, Izraela, Kanady, Liberii, Luksemburga, Niemiec, Norwegii, Portugalii, RPA, Serbii, Stanów Zjednoczonych, Surinamu, Szwajcarii, Szwecji, Ukrainy, Węgier i Wybrzeża Kości Słoniowej.
Zebrania religijne odbywają się w 45 językach (w 330 zborach w 20 językach oraz w 41 grupach w 25 językach), zgromadzenia obwodowe w 15 językach, a kongresy regionalne w 11 językach.
W Belgii funkcjonuje 160 Sal Królestwa.
W muzeum miejscowego Biura Oddziału prezentowana jest stała wystawa dotycząca historii działalności Świadków Jehowy w Belgii.

## Zbory polskojęzyczne w Belgii
Działalność w języku polskim rozpoczęto w połowie lat 20. XX wieku. Świadkami Jehowy zostało wielu Polaków, m.in. w roku 1928 André Wozniak. W roku 1930 na 13 zborów działających w Belgii, w Liège, Charleroi i Beringen znajdowały się trzy polskojęzyczne.
W połowie lat 30. XX wieku w Charleroi mimo ograniczonej znajomości języka francuskiego.
Bracia François Brzoska, François Hankus, Albin Głowacz i Jean Radojewski z pomocą niemieckiego pioniera nie wahali się głosić Królestwa, mimo ograniczonej znajomości języka francuskiego.
The brothers François Brzoska, François Hankus, Albin Głowacz and Jean Radojewski, with the help of a German pioneer, did not hesitate to proclaim the Kingdom, despite their limited knowledge of the French language.
Bracia François Brzoska, François Hankus, Albin Głowacz i Jean Radojewski z pomocą niemieckiego pioniera nie wahali się głosić o Królestwie, mimo że słabo znali język francuski działali kolporterzy m.in. François Brzoska, François Hankus, Albin Głowacz, Jean Radojewski i André Wozniak. Po zajęciu Belgii przez wojska niemieckie nastąpiły aresztowania również Świadków Jehowy polskiego pochodzenia i wysyłanie ich do obozów koncentracyjnych, gdzie wielu z nich zginęło. Dwa zbory polskojęzyczne działają w Brukseli, jeden w Gandawie i grupa w Antwerpii (do 2021 również w Roux), które zostały przydzielone do obwodu polskojęzycznego: EU Polish 1. Kongresy regionalne w języku polskim odbywają się w Sali Zgromadzeń w Bornem.